# Масиель Санчес, Лев Карлосович
Лев Карлосович Масиель Санчес (род. 18 июня 1976, Москва) — российский историк архитектуры, старший научный сотрудник НИИТИАГ. Кандидат искусствоведения (2004).

## Биография
Отец — мексиканец, мать — русская.
В 1998 году окончил исторический факультет МГУ (кафедра Истории средних веков). С 2001 года учился в аспирантуре Государственного института искусствознания (сектор Свода памятников).
С 2002 года по настоящее время работает в НИИ теории и истории архитектуры и градостроительства РААСН.
В 2004 году защитил кандидатскую диссертацию на тему «Каменные храмы Сибири XVIII в.: эволюция форм и региональные особенности».
В 2004—2006 годы преподавал в Православном Свято-Тихоновском гуманитарном университете.
В 2006—2011 годы работал в Церковно-научном центре «Православная энциклопедия».
В 2011 году за серию статей об архитектуре Сибири эпохи барокко награжден дипломом РААСН в номинации «Конкурс молодых учёных».
С 2014 года — доцент НИУ ВШЭ (образовательная программа «История искусств», Школа исторических наук, факультет гуманитарных наук).

## Публикации
книги
- Иордания. Путеводитель «Вокруг света». — М., 2010. — 216 с. (в соавторстве с В. Е. Сусленковым)
- Архитектура Сибири XVIII в. — М. : Юрайт, 2017.

статьи
- Описание святынь Константинополя в латинской рукописи XII века // Чудотворная икона в Византии и Древней Руси. Ред.-сост. Лидов А. М. — М., 1996. — С. 436—463;
- Таррагонский аноним. «О граде Константинополе». Латинское описание реликвий Константинополя XI века // Реликвии в искусстве и культуре восточнохристианского мира. Ред.-сост. Лидов А. М. — М., 2000. — С. 155—170;
- Придворная Одиссея одного кастильского идальго XV в. // Двор монарха в средневековой Европе: явление, модель, среда. Под. ред. Хачатурян Н. А. — М., СПб., 2001. — С. 261—273;
- К вопросу об «украинизмах» архитектуры тюменского Троицкого монастыря // Искусство христианского мира. Вып. 7. — М., 2003. — С. 234—242;
- Купеческое «барокко» Сибири // Экономика и право в зеркале культуры (Россия и Запад). Материалы международной научной конференции (Санкт-Петербург, 6-8 мая 2002 г.). — СПб., 2003. — С. 93-110.
- Три храма XVIII — нач. XIX в. в Читинской области // Архив наследия, 2003. — М., 2005. — С. 63-77.
- От поражения к победе: о замысле миссионерских церквей Сьерра-Горды // Historia animata. — М., 2004. — Ч. 3. — С. 177—207.
- Православные каменные храмы Западного Забайкалья XVIII — пер. пол. XIX вв. История региональной традиции // Памятники русской архитектуры и монументального искусства XVI—XX вв. Вып. 7. — М., 2005. — С. 178—207.
- Иркутские каменные храмы сер. XVIII в. // Архитектурное наследство. Вып. 48. — М., 2008. — С. 127—144.
- Троицкий погост на Онеге и его архитектурный контекст // Памятники русской архитектуры и монументального искусства. XII—XX вв. Вып. 8. — М.: Наука, 2010. — С. 59-79.
- Храмы архангелогородской школы // Архитектурное наследство. 2011. — № 55. — С. 77-87.
- Свет Лавры in partibus infidelium: «украинизмы» в архитектуре Сибири XVIII в. // Архитектурное наследство. 2011. — № 54. — С. 144—157.
- Артель Далматова монастыря и архитектура Сибири XVIII в. // Academia. Архитектура и строительство. 2012. — № 4. — С. 21-28.
- Фасады миссионерских церквей Сьерра-Горды: вопросы стиля // Academia. Архитектура и строительство. 2013. — № 4. — С. 62-69.
- Тобольское барокко // Academia. Архитектура и строительство. 2013. — № 3. — С. 46-51.
- Буддистские храмы Бурятии: от России к Тибету // Архитектурное наследство. 2013. — Т. 58. — С. 108—117.
- Архитектурное освоение Сибири в начале XVIII в. // Архитектурное наследство. 2014. — № 60. — С. 122—138.
- Четыре сибирских храма 1770-х гг.: из Иркутска в Енисейск // Архитектурное наследство. 2015. — Т. 62. — С. 118—127.
- Каменная архитектура Каргополья сер. XVIII в. // Academia. Архитектура и строительство. 2015. — № 2. — С. 40-47.
- Каменная архитектура Каргополья начала XVIII века // Academia. Архитектура и строительство. 2015. — № 1. — С. 41-48.
- Каменная архитектура Каргополья кон. XVIII в. // Academia. Архитектура и строительство. 2015. — № 3. — С. 58-65.
- Рабочий университет Хихона: рецепция классики в архитектуре франкистской Испании // Academia. Архитектура и строительство. 2016. — № 2. — С. 14-20.
- Крестьянская архитектура позднего средневековья: Нижняя Бретань и Русский Север // Средние века. 2016. — Т. 77. — № 3-4. — С. 339—353.
- Ukrainian Architecture in 18th Century Russia: How and Why? // Издательский дом НИУ ВШЭ. Series WP «Working Papers of Humanities». 2016. No. 125.
- Russian Medieval Architecture in the 18th Century: Survival and Revival // Memory as the Subject and Instrument of Art Studies / Пер. с рус. — M., 2016. — P. 115—127.
- Исламская архитектура и современная политика: мечети в Константине (Алжир) и Касабланке (Марокко) // Актуальные проблемы теории и истории искусства Вып. 7. — СПб. : Издательство СПбГУ, 2017. — С. 609—618.
- Архитектура вологодских земель в 1730—1770-е годы // Архитектурное наследство. 2019. — № 71. — С. 162—177.
- Архитектура Вологды середины XVII — начала XVIII века // Архитектурное наследство. 2019. — № 70. — С. 59-71.
- Традиционные столпные храмы в эпоху барокко и классицизма // Архитектурное наследство. 2020. — № 73. — С. 79-98.
- Итальянская тема в архитектуре Владимира Щуко // Актуальные проблемы теории и истории искусства Вып. 11. Издательство СПбГУ, 2021. — С. 769—782.

Православная энциклопедия
- Адриан I // Православная энциклопедия. — М., 2000. — Т. I : А — Алексий Студит. — С. 315. — 40 000 экз. — ISBN 5-89572-006-4.
- Александр V // Православная энциклопедия. — М., 2000. — Т. I : А — Алексий Студит. — С. 507-508. — 40 000 экз. — ISBN 5-89572-006-4.
- Афины // Православная энциклопедия. — М., 2002. — Т. IV : Афанасий — Бессмертие. — С. 92-103. — 39 000 экз. — ISBN 5-89572-009-9. (раздел: Памятники архитектуры)
- Бари // Православная энциклопедия. — М., 2002. — Т. IV : Афанасий — Бессмертие. — С. 335-338. — 39 000 экз. — ISBN 5-89572-009-9. (часть статьи)
- Вятская и Слободская епархия // Православная энциклопедия. — М., 2005. — Т. X : Второзаконие — Георгий. — С. 159-164. — 39 000 экз. — ISBN 5-89572-016-1. (раздел: Памятники церковного искусства В. е)
- Гауди // Православная энциклопедия. — М., 2005. — Т. X : Второзаконие — Георгий. — С. 450—451. — 39 000 экз. — ISBN 5-89572-016-1.
- Данилов во имя преподобного Даниила Столпника московский мужской монастырь // Православная энциклопедия. — М., 2007. — Т. XIV : Даниил — Димитрий. — С. 135-149. — 39 000 экз. — ISBN 978-5-89572-024-0. (раздел: Архитектура)
- Деревянная церковная архитектура // Православная энциклопедия. — М., 2007. — Т. XIV : Даниил — Димитрий. — С. 426—432. — 39 000 экз. — ISBN 978-5-89572-024-0.
- Джемила // Православная энциклопедия. — М., 2007. — Т. XIV : Даниил — Димитрий. — С. 528-529. — 39 000 экз. — ISBN 978-5-89572-024-0.
- Джурджеви Ступови // Православная энциклопедия. — М., 2007. — Т. XIV : Даниил — Димитрий. — С. 557-558. — 39 000 экз. — ISBN 978-5-89572-024-0.
- Доминик // Православная энциклопедия. — М., 2007. — Т. XV : Димитрий — Дополнения к „Актам Историческим“. — С. 607-610. — 39 000 экз. — ISBN 978-5-89572-026-4. (раздел: Монастырь Санто-Доминго де Силос)
- Дублин // Православная энциклопедия. — М., 2007. — Т. XVI : Дор — Евангелическая церковь союза. — С. 299-307. — 39 000 экз. — ISBN 978-5-89572-028-8. (раздел: Архитектура)
- Дубровник // Православная энциклопедия. — М., 2007. — Т. XVI : Дор — Евангелическая церковь союза. — С. 313—316. — 39 000 экз. — ISBN 978-5-89572-028-8.
- Дэбрэ-Дамо // Православная энциклопедия. — М., 2007. — Т. XVI : Дор — Евангелическая церковь союза. — С. 523—524. — 39 000 экз. — ISBN 978-5-89572-028-8. (раздел: Архитектура)
- Евфросиниев Суздальский в честь положения ризы Пресвятой Богородицы во Влахерне женский монастырь // Православная энциклопедия. — М., 2008. — Т. XVII : Евангелическая церковь чешских братьев — Египет. — С. 494-502. — 39 000 экз. — ISBN 978-5-89572-030-1. (часть статьи)
- Египет // Православная энциклопедия. — М., 2008. — Т. XVII : Евангелическая церковь чешских братьев — Египет. — С. 728—735. — 39 000 экз. — ISBN 978-5-89572-030-1. (раздел: Архитектура христианского Е.)
- Екатеринбургская и Верхотурская епархия // Православная энциклопедия. — М., 2008. — Т. XVIII : Египет древний — Эфес. — С. 143—146. — 39 000 экз. — ISBN 978-5-89572-032-5. (раздел: Архитектура)
- Екатерины Великомученицы монастырь на Синае // Православная энциклопедия. — М., 2008. — Т. XVIII : Египет древний — Эфес. — С. 194—197. — 39 000 экз. — ISBN 978-5-89572-032-5.
- Елеазаров во имя святителей Василия Великого, Григория Богослова, Иоанна Златоуста женский монастырь // Православная энциклопедия. — М., 2008. — Т. XVIII : Египет древний — Эфес. — С. 268—269. — 39 000 экз. — ISBN 978-5-89572-032-5.
- Елеонский Вознесенский монастырь // Православная энциклопедия. — М., 2008. — Т. XVIII : Египет древний — Эфес. — С. 323. — 39 000 экз. — ISBN 978-5-89572-032-5. (раздел: Архитектура Вознесенского храма)
- Емилиан // Православная энциклопедия. — М., 2008. — Т. XVIII : Египет древний — Эфес. — С. 443—444. — 39 000 экз. — ISBN 978-5-89572-032-5. (раздел: монастырь Сан-Мильян-де-ла-Коголья)
- Енисейский в честь Преображения Господня мужской монастырь // Православная энциклопедия. — М., 2008. — Т. XVIII : Египет древний — Эфес. — С. 453—455. — 39 000 экз. — ISBN 978-5-89572-032-5.
- Енисейский в честь Иверской иконы Божией Матери женский монастырь // Православная энциклопедия. — М., 2008. — Т. XVIII : Египет древний — Эфес. — С. 455—458. — 39 000 экз. — ISBN 978-5-89572-032-5.
- Ереванское викариатство // Православная энциклопедия. — М., 2008. — Т. XVIII : Египет древний — Эфес. — С. 595—597. — 39 000 экз. — ISBN 978-5-89572-032-5.
- Жужол-и-Жибер // Православная энциклопедия. — М., 2008. — Т. XIX : Ефесянам послание — Зверев. — С. 372—373. — 39 000 экз. — ISBN 978-5-89572-034-9.
- Жюмьеж // Православная энциклопедия. — М., 2008. — Т. XIX : Ефесянам послание — Зверев. — С. 418-420. — 39 000 экз. — ISBN 978-5-89572-034-9. (раздел: Архитектура и искусство)
- Задар // Православная энциклопедия. — М., 2008. — Т. XIX : Ефесянам послание — Зверев. — С. 488—491. — 39 000 экз. — ISBN 978-5-89572-034-9.
- Заиконоспасский в честь Нерукотворного образа спасителя московский мужской монастырь // Православная энциклопедия. — М., 2008. — Т. XIX : Ефесянам послание — Зверев. — С. 523—525. — 39 000 экз. — ISBN 978-5-89572-034-9. (раздел: Архитектура)
- Зальцбург // Православная энциклопедия. — М., 2008. — Т. XIX : Ефесянам послание — Зверев. — С. 587—588. — 39 000 экз. — ISBN 978-5-89572-034-9.
- Золотниковская в честь Успения Пресвятой Богородицы мужская пустынь // Православная энциклопедия. — М., 2009. — Т. XX : Зверин в честь Покрова Пресвятой Богородицы женский монастырь — Иверия. — С. 321-323. — 39 000 экз. — ISBN 978-5-89572-036-3.
- Зограф // Православная энциклопедия. — М., 2009. — Т. XX : Зверин в честь Покрова Пресвятой Богородицы женский монастырь — Иверия. — С. 311—312. — 39 000 экз. — ISBN 978-5-89572-036-3. (раздел: Монастырский комплекс)
- Зрзе // Православная энциклопедия. — М., 2009. — Т. XX : Зверин в честь Покрова Пресвятой Богородицы женский монастырь — Иверия. — С. 397-399. — 39 000 экз. — ISBN 978-5-89572-036-3.
- Иакинфа монастырь // Православная энциклопедия. — М., 2009. — Т. XX : Зверин в честь Покрова Пресвятой Богородицы женский монастырь — Иверия. — С. 431-435. — 39 000 экз. — ISBN 978-5-89572-036-3. (раздел: Архитектура)
- Ианнуарий // Православная энциклопедия. — М., 2009. — Т. XX : Зверин в честь Покрова Пресвятой Богородицы женский монастырь — Иверия. — С. 586—589. — 39 000 экз. — ISBN 978-5-89572-036-3. (раздел: постройки в Неаполе, связанные с его почитанием)
- Иверский монастырь // Православная энциклопедия. — М., 2009. — Т. XXI : Иверская икона Божией матери — Икиматарий. — С. 47-49. — 39 000 экз. — ISBN 978-5-89572-038-7. (часть статьи)
- Иерихон // Православная энциклопедия. — М., 2009. — Т. XXI : Иверская икона Божией матери — Икиматарий. — С. 306—311. — 39 000 экз. — ISBN 978-5-89572-038-7.
- Иерусалим // Православная энциклопедия. — М., 2009. — Т. XXI : Иверская икона Божией матери — Икиматарий. — С. 420—423, 431—443. — 39 000 экз. — ISBN 978-5-89572-038-7.
- Иларий // Православная энциклопедия. — М., 2009. — Т. XXII : Икона — Иннокентий. — С. 107—110. — 39 000 экз. — ISBN 978-5-89572-040-0. (раздел: базилика в Пуатье)
- Или // Православная энциклопедия. — М., 2009. — Т. XXII : Икона — Иннокентий. — С. 209-212. — 39 000 экз. — ISBN 978-5-89572-040-0. (раздел: Архитектура)
- Иордания // Православная энциклопедия. — М., 2011. — Т. XXV : Иоанна деяния — Иосиф Шумлянский. — С. 519-538. — 39 000 экз. — ISBN 978-5-89572-046-2. (часть статьи)
- Иркутская и Ангарская епархия // Православная энциклопедия. — М., 2011. — Т. XXVI : Иосиф I Галисиот — Исаак Сирин. — С. 492-512. — 39 000 экз. — ISBN 978-5-89572-048-6. (раздел: Архитектура)
- Испания. II // Православная энциклопедия. — М., 2011. — Т. XXVII : Исаак Сирин — Исторические книги. — С. 484-526. — 39 000 экз. — ISBN 978-5-89572-050-9. (раздел: Архитектура)
- Италия. III // Православная энциклопедия. — М., 2012. — Т. XXVIII : Исторический музей — Йэкуно Амлак. — С. 166-225. — 39 000 экз. — ISBN 978-5-89572-025-7. (часть статьи)
- Карея // Православная энциклопедия. — М., 2013. — Т. XXXI : Каракалла — Катехизация. — С. 80-101. — 33 000 экз. — ISBN 978-5-89572-031-8. (раздел: Храм Протата)
- Кастамонит // Православная энциклопедия. — М., 2013. — Т. XXXI : Каракалла — Катехизация. — С. 585-594. — 33 000 экз. — ISBN 978-5-89572-031-8. (раздел: Монастырский комплекс)
- Кентербери // Православная энциклопедия. — М., 2013. — Т. XXXII : Катехизис — Киево-Печерская икона „Успение Пресвятой Богородицы“. — С. 453-468. — 33 000 экз. — ISBN 978-5-89572-035-6. (раздел: Православие в К.)
- Коимбра // Православная энциклопедия. — М., 2014. — Т. XXXVI : Клотильда — Константин. — С. 282-292. — 29 000 экз. — ISBN 978-5-89572-041-7. (раздел: Церковная архитектура)

Архитектура и ландшафты России. Красная книга. Предостережение
- Троицкий Селенгинский монастырь // Архитектура и ландшафты России. Красная книга. Предостережение. — М., Искусство — XXI век, 2003. — C. 194
- Енисейск. Богоявленский собор // Архитектура и ландшафты России. Красная книга. Предостережение. — М., Искусство — XXI век, 2003. — C. 224
- Калинино. Успенская церковь // Архитектура и ландшафты России. Красная книга. Предостережение. — М., Искусство — XXI век, 2003. — C. 225
- Покровский погост. Покровская церковь // Архитектура и ландшафты России. Красная книга. Предостережение. — М., Искусство — XXI век, 2003. — C. 230
- Тобольск. Крестовоздвиженская церковь // Архитектура и ландшафты России. Красная книга. Предостережение. — М., Искусство — XXI век, 2003. — C. 250
- Тобольск. Захарии и Елизаветы церковь // Архитектура и ландшафты России. Красная книга. Предостережение. — М., Искусство — XXI век, 2003. — C. 254—255
- Енисейск. Троицкая церковь // Архитектура и ландшафты России. Красная книга. Предостережение. — М., Искусство — XXI век, 2003. — C. 278—279
- Карачельское. Трёхсвятительская церковь // Архитектура и ландшафты России. Красная книга. Предостережение. — М., Искусство — XXI век, 2003. — C. 340.